# Nomenclátor (criptografía)
En el campo de la criptografía se denomina nomenclátor a una variante de las cifras de sustitución que se caracteriza por emplear signos o caracteres particulares para sustituir palabras específicas (normalmente se trata de nombres de especial relevancia y se colocan formando una lista aparte de la cifra ordinaria), mientras que el resto de las palabras que forman el mensaje son codificadas empleando una cifra ordinaria. O, incluso, en algunos casos, se dejaban sin cifrar.
Entre los casos más famosos de los nomenclátores, están el que empleó la reina María Estuardo durante la conspiración de Babington para comunicarse con los conspiradores (cifra cuyo descifrado la llevó al patíbulo) o la cifra de Phillibert Babou,  elaborada para el rey Francisco I de Francia. De todos modos, los siglos XVI al XVIII representan el apogeo del uso de los nomenclátores. Como curiosidad, los carlistas los emplearon durante el siglo XIX. Incluso el denominado Código de Ruta de la Unión, empleado por los nordistas en la Guerra de Secesión podría ser considerado como un nomenclátor.
Desde un punto de vista técnico, un nomenclátor es un punto intermedio entre los códigos y las cifras pues, si nos fijamos exclusivamente en los nombres que aparecen en la lista del nomenclátor, se les trata como un código y el resto como una cifra ordinaria, ya sea de sustitución simple, homofónica o polialfabética.